# Marloes Horst
Marloes Horst (Akkrum, 8 de março de 1989) é uma modelo holandesa.

## Carreira
Horst começou a carreira de modelo na IMG Models antes de se mudar para a Next Management em 2009. Ela então estreou caminhando para a Prada e aparecendo em uma campanha de fragrâncias para a Valentino. Depois de passar por dificuldades em Londres e Paris, Horst mudou-se para a cidade de Nova York. Em 2010, apareceu no calendário Pirelli fotografada por Terry Richardson. Ela também desfilou para Chanel naquele ano.
Em 2014, Horst apareceu como estreante na Sports Illustrated Swimsuit Issue na qual seu ensaio fotográfico aconteceu em Madagascar .
Horst apareceu em anúncios de Adidas, Calvin Klein, Diesel, H&M, Joe Fresh, Carolina Herrera, DKNY e Donna Karan, Nine West, Emporio Armani, Levi's, Stella McCartney, Ralph Lauren, Kenzo e Tommy Hilfiger, entre outros. . Horst tem sido um porta-voz da Maybelline .
Horst é casado com o diretor da agência de modelos americana Jason Valenta. Em 23 de maio de 2021, anunciaram o nascimento do filho. 